# Wiktor Herer

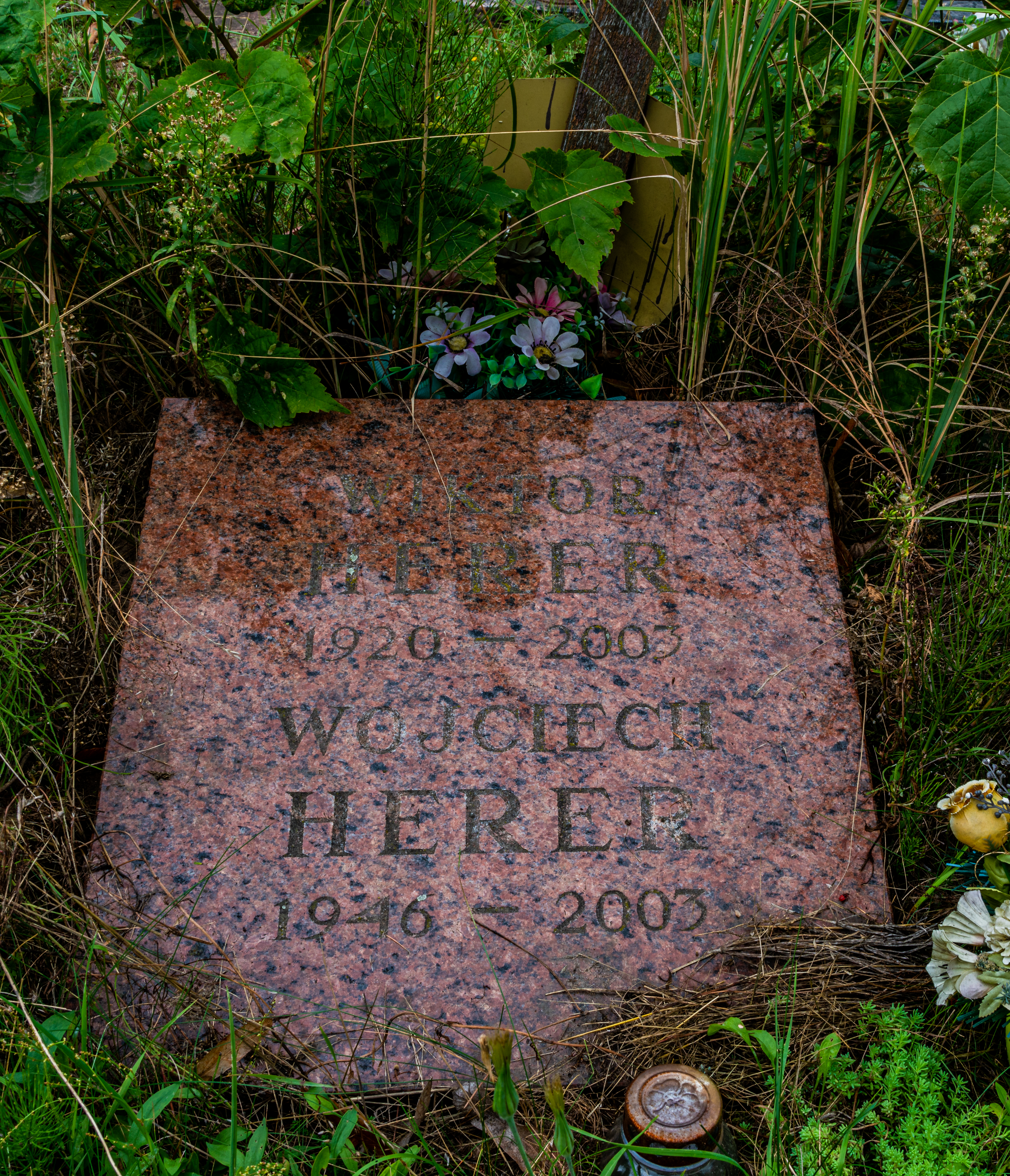
Grób Wiktora Herera na cmentarzu Komunalnym Północnym w Warszawie

Wiktor Herer (ur. 19 stycznia 1920 w Czerniowcach, zm. 24 marca 2003) – polski ekonomista, nauczyciel akademicki, profesor nauk ekonomicznych, działacz komunistyczny, podpułkownik Ministerstwa Bezpieczeństwa Publicznego.

## Życiorys
Syn Michała, pochodził z rodziny żydowskiej. W młodości działał w komunistycznych organizacjach młodzieżowych m.in. Komunistycznym Związku Młodzieży Zachodniej Ukrainy. W 1936 z powodu działalności komunistycznej trafił do aresztu. Studiował m.in. na Wydziale Rolnym Politechniki Lwowskiej, Wydziale Ekonomicznym Instytutu Handlu Radzieckiego we Lwowie i uniwersytecie w Tbilisi. W latach 1939–1940 był kierownikiem klubu dzielnicowego dla młodzieży robotniczej oraz sekretarzem biura Wszechzwiązkowego Leninowskiego Komunistycznego Związku Młodzieży na Wydziale Rolnym Politechniki Lwowskiej. W 1943 przerwał studia i wstąpił do 1 Polskiej Dywizji Piechoty im. Tadeusza Kościuszki. Skończył szkołę oficerów polityczno-wychowawczych, po czym znalazł się w korpusie oficerów oświatowych. Był m.in. zastępcą dowódcy plutonu gospodarczego, zastępcą dowódcy baterii w artyleryjskiej szkole w Tambowie, a następnie oficerem polityczno-oświatowym, instruktorem propagandy i lektorem pułku w Ludowym Wojsku Polskim. Od 1944 należał do Polskiej Partii Robotniczej, a następnie do Polskiej Zjednoczonej Partii Robotniczej.
W 1945 był starszym instruktorem polityczno-wychowawczym w Korpusie Bezpieczeństwa Wewnętrznego. W tym samym roku, jako porucznik, rozpoczął pracę w Ministerstwie Bezpieczeństwa Publicznego, gdzie z rekomendacji Julii Brystigerowej objął stanowisko zastępcy kierownika Wydziału IV Departamentu V. W maju 1946 został p.o. naczelnika, a następnie naczelnikiem tego wydziału. 
Prowadził postępowania przeciwko żołnierzom polskiego podziemia niepodległościowego, w tym Batalionu „Zośka”. W 1948 wydał nakaz aresztowania Jana Rodowicza „Anody”, co doprowadziło do jego śmierci podczas brutalnego przesłuchania w siedzibie MBP. W 1950 objął stanowisko naczelnika Wydziału I w tym samym departamencie MBP. W okresie pracy w resorcie awansował do stopnia podpułkownika.
W 1949 uzyskał stopień magistra ekonomii w Szkole Głównej Handlowej.  W styczniu 1952 MBP przekazało go do pracy w Państwowej Komisji Planowania Gospodarczego, gdzie był m.in. zastępcą dyrektora Departamentu Rolnictwa. Od 1953 do 1957 był zatrudniony w Instytucie Kształcenia Kadr Naukowych przy KC PZPR. Został również wykładowcą akademickim w Katedrze Ekonomii Politycznej SGPiS (kierowanej przez Włodzimierza Brusa) oraz w Szkole Partyjnej przy KC PZPR. Po 1956 pracował w Instytucie Planowania Komisji Planowania przy Radzie Ministrów. Był jego wicedyrektorem. W 1960 uzyskał stopień doktora na Wydziale Ekonomii Politycznej Uniwersytetu Warszawskiego. Wchodził w skład Rady Naukowej Zakładu Rolnictwa Polskiej Akademii Nauk. Na fali kampanii antysemickiej marca 1968 usunięto go z zajmowanych stanowisk w związku z żydowskim pochodzeniem.
W 1973 uzyskał tytuł naukowy profesora nauk ekonomicznych. W 1977 został przyjęty w szeregi Związku Bojowników o Wolność i Demokrację. W 1980 z rekomendacji Jacka Kuronia został doradcą Komisji Krajowej NSZZ „Solidarność” ds. rolnictwa. Został członkiem związku i publikował w „Tygodniku Solidarność”. W 1981 został usunięty z PZPR. W lutym 1982 został zatrudniony w Instytucie Gospodarki Narodowej, w którym pracował do 1989. W okresie późniejszym pracował m.in. w Zakładzie Badań Statystyczno-Ekonomicznych Głównego Urzędu Statystycznego i Polskiej Akademii Nauk. W 1992 przeszedł na emeryturę. W 1995 został pozbawiony uprawnień kombatanckich.
Zmarł 24 marca 2003 i został pochowany na cmentarzu Północnym w Warszawie (kw. S-X-3-7-12).

## Publikacje
- Pięcioletni plan inwestycyjny w rolnictwie, wyd. Książka i Wiedza, Warszawa 1957
- Rolnictwo a rozwój gospodarki, 1962
- Procesy wzrostu w rolnictwie na tle zmian struktury konsumpcji, 1970
- Migracja z rolnictwa. Efekty i koszty, 1975 (współautor: Władysław Sadowski)
- U źródeł polskiego kryzysu, 1985 (współautor: Aleksander Müller)
- Dlaczego zmniejszyła się produkcja w Polsce, 1993

## Ordery i odznaczenia
- Krzyż Kawalerski Orderu Odrodzenia Polski (1979)[1]
- Złoty Krzyż Zasługi (14 lipca 1954, za zasługi w pracy zawodowej w dziedzinie planowania gospodarczego)[7]
- Medal 10-lecia Polski Ludowej (22 grudnia 1954, na wniosek Przewodniczącego Państwowej Komisji Planowania Gospodarczego)[8]